# Christiana (condado de Dane, Wisconsin)
Christiana es un pueblo ubicado en el condado de Dane en el estado estadounidense de Wisconsin. En el Censo de 2010 tenía una población de 1.235 habitantes y una densidad poblacional de 13,67 personas por km².

## Geografía
Christiana se encuentra ubicado en las coordenadas 42°58′18″N 89°5′27″O / 42.97167, -89.09083. Según la Oficina del Censo de los Estados Unidos, Christiana tiene una superficie total de 90.37 km², de la cual 89.63 km² corresponden a tierra firme y (0.82%) 0.74 km² es agua.

## Demografía
Según el censo de 2010, había 1.235 personas residiendo en Christiana. La densidad de población era de 13,67 hab./km². De los 1.235 habitantes, Christiana estaba compuesto por el 97.33% blancos, el 1.05% eran afroamericanos, el 0% eran amerindios, el 0.16% eran asiáticos, el 0.16% eran isleños del Pacífico, el 0.16% eran de otras razas y el 1.13% pertenecían a dos o más razas. Del total de la población el 0.65% eran hispanos o latinos de cualquier raza.